# Fort William
Fort William foi uma cidade no Norte de Ontário, localizada às margens do rio Kaministiquia, junto a sua foz no lago Superior. Ela juntamente com Port Arthur e os municípios de Neebing e McIntyre fundiram-se para formar a Cidade de Thunder Bay em janeiro de 1970. Naquela época ela era a maior cidade de Ontário Setentrional.